# Wiałdomi
Wiałdomi (lit. veldamas, veldamai) – właściciele ziemscy w początkowym okresie litewskiej pańszczyzny.

## Historia

### Pochodzenie
Termin veldamas oznacza rodzinę chłopską wraz z ziemią i innymi dobrami, nadawanymi przez wielkiego księcia litewskiego jego wiernym zwolennikom, zazwyczaj w nagrodę za służbę wojskową. Chłop zachowywał prawo własności do swoich dóbr, w tym ziemi, ale był zobowiązany do płacenia podatków i danin nałożonych przez szlachtę. Veldamas był pośrednim stadium pomiędzy laukininkas (wolnym chłopem) a chłopem pańszczyźnianym. Termin veldamas wywodzi się od litewskiego słowa veldėti, valda i oznacza "rządzić czymś". Teksty wschodniosłowiańskie zapożyczały to słowo jako велдомы. Po pomiarze włóczna w 1557 termin ten stopniowo zanikł, ale używał go jeszcze Mikalojus Daukša (1599) na określenie poddanego.

### Prawa
Wiałdomi (liczba mnoga: veldamai) różnili się od kaimynai, klasy chłopów również podlegającej szlachcie, ponieważ kaimynai nie posiadali swojej ziemi i musieli ją dzierżawić od szlachty. Wiałdomi posiadali pewne wolności i prawa osobiste. Ich córki mogły wyjść za mąż za każdego, kogo zaakceptowała ich rodzina, po zapłaceniu krieny, czyli daniny ślubnej na rzecz szlachcica. Szlachta nie mogła przywłaszczać sobie ich własności, w tym ziemi, zwierząt i narzędzi, ani przekształcać ich w šeimynykštis, czyli rodzaj dziedzicznych niewolników. Szlachta nie mogła kupować ani wymieniać wiałdomów bez oficjalnej zgody Wielkiego Księcia i jego urzędników. Szereg przywilejów dla szlachty ograniczał prawo wiałdomów do przemieszczania się lub kupowania wolności. Nie mogli oni wyjeżdżać do posiadłości innych szlachciców lub Wielkiego Księcia. Szlachta otrzymała również prawo do decydowania o procesach sądowych z udziałem wiałdomów, ponieważ Wielki Książę obiecał się nie wtrącać. Przywileje te stanowiły podstawę prawną dla pańszczyzny.

### Ewolucja
Praktyka nadawania ziemi została zapoczątkowana przez wielkich książąt Jagiełłę i Skirgiełłę, ale popularność zyskała za Witolda Wielkiego na początku XV wieku. Zbiegło się to z rosnącym zapotrzebowaniem na produkty rolne, spowodowanym rozwojem miast w Europie Zachodniej. Szlachta-żołnierze zmieniła się w szlachtę-dzierżawców. Żołnierze nie zadowalali się już podziałem łupów wojennych i domagali się własności ziemskiej, która zapewniałaby stałe dochody w latach pokoju. Witold wprowadził system veldamai w życie, gdy scentralizował państwo, zastępując lokalnych książąt lojalnymi namiestnikami, posiadającymi majątki na własność wielkiego księcia. Osoby, którym przyznano veldamai, stawały się członkami litewskiej szlachty. Niektóre veldamai przekazywano także kościołom.
Wiałdomi znajdowali się w trudnym położeniu, ponieważ byli winni podatki zarówno państwu (sidabrinė − podatek w srebrze; dėkla − podatek w zbożu), jak i miejscowej szlachcie. Dopiero seria przywilejów wielkich książąt Zygmunta Kiejstutowicza (1434), Kazimierza IV Jagiellończyka (1447), Aleksandra Jagiellończyka (1492), Zygmunta I Starego (1507) zwolniła ich z podatków na rzecz państwa. Cały dochód, który przynosił wiałdom, był własnością szlachty, ale wiałdomowie zachowywali inne obowiązki wobec państwa, takie jak budowa i naprawa dróg, mostów, zamków. Pierwszy Statut Litewski (1529) potwierdził przywileje szlachty i przerwał tradycję tworzenia nowych gospodarstw. W 1547 chłopi stracili prawo kupna i sprzedaży ziemi. Ostatecznie pomiara włóczna, rozpoczęta w 1557, wprowadziła w Wielkim Księstwie pełną pańszczyznę. Zniknęły różnice między šeimynykštis, kaimynami i wiałdomami.